# 夢原まひろ
夢原 まひろ（ゆめはら まひろ、1999年10月15日 - ）は、日本のジュニアアイドル。大阪府出身。アヴィラ所属。元ワナップ所属。

## 作品

### DVD
- ID☆L FARM（2011年6月24日）
- 純心美少女（2011年9月16日）
- 駆けてきたオトメ（2011年11月30日）
- まひろです。（2012年2月28日）
- ボクの太陽（2012年5月25日）
- My Princess（2012年7月31日）
- Premium Doll（2013年7月23日）
- 旬感娘（2013年9月23日）
- SWEET DREAM 〜14歳の思い出〜（2013年12月27日）
- 夢の向こうへ〜卒業記念〜（2015年3月20日）

## 出演

### 映画
- ゾンビチャイルド（2009年）
- 鬼子母神の子守唄（2011年） - 主演・犬神直子 役[3]
- ひよこカラー（2012年） - 山岡由利 役[4]
- たんぽぽコーヒーのおいしいのみ方（2016年）

### 舞台
- 大阪俳優市場「きよしこの猫」（2012年10月18日 - 21日、弁天町・世界館） - 森健太郎チームA ミヨカ 役
- 大阪俳優市場「モンスタースチューデンツ&ティーチャーズ」（2013年4月4日 - 7日、弁天町・世界館） - Bキャスト
- ガールズミュージアム「Short Sweet Story七夕編」（2013年7月6日 - 7日、弁天町・世界館）
- 大阪俳優市場「おちないリンゴ」（2013年12月12日 - 15日、弁天町・世界館） - Aキャスト
- ガールズミュージアム「Short Sweet Story初恋編」（2014年1月10日 - 12日、阿倍野・STAGE+PLUS）
  - 第1話「ゴローを待ちながら」 - ABチーム
  - 第3話「天使の初恋」 - Aチーム 主演
- 大阪俳優市場「ドラマチックに恋して」（2014年8月27日 - 31日、弁天町・世界館） - Bキャスト
- アリスインプロジェクト「クォンタムドールズOSAKA」（2016年10月27日 - 30日、難波・インディペンデントシアター2nd） - 風組 マイ 役
- 大阪俳優市場「ザ・パイセン〜アッパーチューン2015〜」（2015年3月25日 - 30日、弁天町・世界館） - ABキャスト
- 大阪俳優市場「明日見る夢」（2015年08月26日 - 31日、弁天町・世界館） - ABキャスト
- 大阪俳優市場「池袋レインボウズ〜チャレンジャーズ・ハイ!」（2016年3月24日 - 28日、弁天町・世界館） - Bキャスト
- 大阪俳優市場「灯に願いを」（2016年8月25日 - 29日、弁天町・世界館） - Bキャスト
- THE EDGE「地下10階の人々」（2016年12月16日 - 19日、松屋町・ライブハウス地下一階）
- 大阪俳優市場「きよしこの猫」（2017年3月22日 - 27日、弁天町・世界館） - Aキャスト
- ワンダーラーファクトリー「溺れる魚のナビィとあれやこれや」（2017年06月23日 - 25日、梅田・HEP HALL）

### その他
- CM：ヤンマー（2007年）
- イメージガール：愛媛牛マスコットガールJr部門優勝（2010年）
- 雑誌：関西Family Walker（2007年発売）